# تشارلز شوارتز جونيور
تشارلز شوارتز جونيور (بالإنجليزية: Charles Schwartz, Jr.)‏ هو محامي وقاضي أمريكي، ولد في 20 أغسطس 1922 في نيو أورلينز في الولايات المتحدة، وتوفي في 6 نوفمبر 2012 في ميتايري في الولايات المتحدة.